# Oklamaný
Oklamaný (v anglickém originále The Beguiled) je americký dramatický film z roku 2017. Režisérkou filmu je Sofia Coppola. Hlavní role ve filmu ztvárnili Colin Farrell, Nicole Kidman, Kirsten Dunst, Elle Fanning a Angourie Rice. Jedná se o remake filmu z roku 1971 Oklamaný s Clintem Eastwoodem v hlavní roli.

## Obsazení
| Colin Farrell  | John McBurney     |
| Nicole Kidman  | Martha Farnsworth |
| Kirsten Dunst  | Edwina Morrow     |
| Elle Fanning   | Alicia            |
| Angourie Rice  | Jane              |
| Oona Laurence  | Amy               |
| Emma Howard    | Emily             |
| Addison Riecke | Marie             |